# Альфани, Доменико
Доменико Альфани, или Доменико Альфани Перуджийский (итал. Domenico Alfani, Domenico Alfani di Paride; ок. 1480, Перуджа, Умбрия — около 1553) — итальянский живописец периода маньеризма.

## Биография
Доменико Альфани родился в семье известного в Перудже ювелира и получил начальное художественное образование с 1501 года в мастерской Пьетро Перуджино вместе с Рафаэлем, с которым он плодотворно сотрудничал в период с 1504 по 1507 год.
Альфани, несомненно, помогал Рафаэлю в написании «Алтаря Одди» с центральной частью «Положения во гроб», заказанного Рафаэлю дворянкой из Перуджи (верхняя створка с образом Вседержителя). Рафаэль и Альфани были сверстниками и близкими друзьями. Влияние Рафаэля настолько очевидно в работах Альфани, что произведения последнего часто приписывали более известному художнику.
Датой смерти Альфани, по некоторым данным, был 1540 год, но по иным источникам он был жив в 1553 году. Картины Альфани можно увидеть в коллекциях во Флоренции и в нескольких церквях в Перудже, включая Сан-Франческо в Деруте.
Его сын, Орацио Альфани, также был художником в Перудже и основателем академии живописи в этом городе. Поскольку отец и сын имели обыкновение работать вместе, трудно определить истинное авторство некоторых известных произведений. Например, картина «Святое семейство» является одной из самых спорных работ из хранящихся в галерее Уффици.

## Творчество
Доменико Альфани был вдохновлён произведениями своего более известного коллеги. Его самой значительной работой является «Мадонна на троне со святыми», хранящаяся в Национальной галерее Умбрии в Перудже. В этой работе Альфани переработал формальные элементы, заимствованные у Джулио Романо, Фра Бартоломео и Рафаэля.
На творчество Альфани также оказал влияние Россо Фьорентино, который был в Умбрии. К концу своей жизни Альфани постепенно изменил свою манеру и приблизился к стилю поздней флорентийской школы. Картина, изображающая Мадонну с Младенцем, является одной из его самых ранних известных работ, которая находится в Коллегиуме Грегориано в Перудже. Его произведения также находятся в старой церкви Августинцев.

## Галерея
- Мадонна с Младенцем и святыми Франциском и Бернардино. Деталь фрески церкви Сан-Франческо, Дерута
- Вечное благословение (Бог-Отец с херувимами). Деталь «Алтаря Бальони» Рафаэля Санти. 1507. Дерево, масло. Национальная галерея Умбрии, Перуджа
- Мёртвый Христос, поддерживаемый двумя ангелами. Палаццо Колонна, Рим
- Мадонна с Младенцем между святыми Мартином и Марией Магдалиной. Фреска. Собор Читта-делла-Пьеве
- Мадонна с Младенцем. Ок. 1505. Дерево, масло. Музей искусств, Вустер, США
- Портрет Андреа Дориа (?). 1555. Холст, масло. Палаццо Бьянко, Генуя